# Hound Dog
Pour les articles homonymes, voir Hound Dog (homonymie).
Singles de Elvis Presley
I Want You, I Need You, I Love You Love Me Tender
Clip vidéo
[vidéo] « Elvis Presley - Hound Dog », sur YouTube
[vidéo] « Elvis Presley - Hound Dog - The Ed Sullivan Show », sur YouTube
[vidéo] « Big Mama Thornton - Hound Dog », sur YouTube
Hound Dog (chien de chasse, en anglais) est une chanson de blues rock américain, écrite et composée par Jerry Leiber & Mike Stoller, et enregistrée en version rhythm and blues en 1952 par Big Mama Thornton. Sa reprise en single en version rock 'n' roll - rockabilly par Elvis Presley en 1956, chez RCA, est un des premiers et plus importants succès de sa carrière et de l'histoire du rock, n°1 des ventes du Billboard Hot 100 américain, vendu à plus de 10 millions d'exemplaires dans le monde.

## Histoire

### Big Mama Thornton
La chanson Hound Dog est écrite et composée en 1952 par Jerry Leiber et Mike Stoller, en collaboration avec Johnny Otis, sur le thème des « coureurs de jupons » « Tu n'es rien d'autre qu'un chien de chasse... ». Elle est enregistrée une première fois avec succès en single en août 1952, en version blues rock - rhythm and blues (précurseur du rock 'n' roll) par la chanteuse afro-américaine Big Mama Thornton chez Peacock Records, avec un solo de guitare de Pete "Guitar" Lewis (en). Le single se classe à la première place des ventes des charts Hot R&B/Hip-Hop Songs pendant sept semaines. Rufus Thomas la parodie en enregistrant Bear Cat chez Sun Records, qui sera n°3 des ventes (« la réponse chantée la plus rapide jamais mise sur le marché » d'après le magazine américain Billboard).
Cinq versions country sont enregistrées simultanément en 1953 par Billy Starr, Tommy Duncan (en), Eddie Hazelwood, Jack Turner et Cleve Jackson. Little Esther l'interprète également cette année-là. Elle est reprise en 1954 par Freddie Bell & The Bellboys en version rock 'n' roll, sortie en 1955 (Teen 101), avec des paroles légèrement différentes.

### Elvis Presley
Elvis, jeune chanteur âgé de 21 ans, alors au début de sa carrière, entend Freddie Bell interpréter ce tube en avril 1956 au Sands Hotel de Las Vegas. Il reprend alors le titre en version rock 'n' roll - rockabilly et l'interprète une première fois à la télévision dans le « Milton Berle Show » du 5 juin 1956. Cette diffusion nationale de sex-symbol médiatiquement provocant fait scandale, et dépasse tous les records d'audience mesurée jusqu'alors, avec des réactions hystériques de ses fans. Elvis en interprète alors une seconde version mémorable, humoristiquement plus sage, au The Tonight Show de Steve Allen le 1er juillet, devant un basset hound impassible, affublé d'un smoking et cadré uniquement au-dessus de la ceinture.
Il l'enregistre en single le 2 juillet aux studios RCA de New York, avec The Jordanaires pour les chœurs, D.J. Fontana à la batterie, Bill Black à la basse et Scotty Moore à la guitare, single intégré à son album Elvis' Golden Records de 1958, qui regroupe 13 tubes singles d'Elvis de 1957 et 1958, vendu à plus de 6 millions d'exemplaires. Le 45 tours sort le 13 juillet avec Don't Be Cruel en face B. Le compositeur Johnny Otis n'est pas crédité sur le disque. Les deux titres atteignent la première place des hit-parades américain au mois d'août. Hound Dog et à la fois n° 1 dans les charts pop, rhythm & blues et country & western du magazine Billboard. Elvis reçoit un disque d'or pour la vente de 5 millions d'exemplaires de ce single en six mois, avec un total de plus de 10 millions d'exemplaires vendus dans le monde. Ce succès phénoménal incitera le « King » à demander d'autres compositions au tandem Leiber/Stoller, dont Jailhouse Rock de 1957.

### Certifications
| Pays              | Certification | Date            | Unités certifiées |
| ----------------- | ------------- | --------------- | ----------------- |
| États-Unis (RIAA) | 4 × Platine   | 15 juillet 1999 | 4 000 000         |
| Royaume-Uni (BPI) | Or            | 5 mai 2023      | 400 000           |

## Quelques distinctions

### Elvis Presley
- 1956 : vendu à plus de 10 millions d'exemplaires dans le monde
- 1988 : Grammy Hall of Fame Awards[11].
- 2004 : classée 19e plus grande chanson de tous les temps par le magazine Rolling Stone[12].

### Big Mama Thornton
- 2006 : intronisée au Blues Hall of Fame de la Blues Foundation dans la catégorie « Enregistrement classique du Blues - Single »[13]
- 2013 : Grammy Hall of Fame Awards[11]
- 2016 : inscrite au registre national des enregistrements (National Recording Registry) de la bibliothèque du Congrès à Washington[14].
- 2021 : classée 318e plus grande chanson de tous les temps par le magazine Rolling Stone.

## Reprises et adaptations
Cette chanson est reprise par de nombreux interprètes, parmi lesquels :
- 1961 : Chubby Checker, sur l'album For Twisters Only (en)
- 1962 : Johnny Hallyday, sur l'album Sings America's Rockin' Hits
- 1963 : Pat Boone, sur l'album de reprises du King Pat Boone Sings Guess Who?
- 1964 : Little Richard, sur Little Richard is Back!
- 1964 : Scotty Moore, sur l'album The Guitar That Changed the World!
- 1964 : Jerry Lee Lewis, sur l'album The Greatest Live Show on Earth
- 1965 : The Everly Brothers, sur Rock'n Soul
- 1966 : Vigon
- 1967 : The Easybeats, sur Good Friday
- 1970 : Albert King, sur King Does the King's Thing, autre album de reprises d'Elvis
- 1973 : John Entwistle, sur Rigor Mortis Sets In
- 1978 : The Rolling Stones, sur Handsome Girls (live in Memphis, Tennessee, 28 juin 1978)
- 1978 : Scorpions, sur Tokyo Tapes
- 1983 : Shakin' Stevens
- 1984 : John Lennon, sur Live in New York City (concert enregistré en 1972)
- 1988 : Jimi Hendrix, sur Radio One, d'après une session radio de 1967
- 1989 : Eric Clapton, sur Journeyman
- 1989 : The Residents, sur The King & Eye, encore un album de reprises d'Elvis
- 1990 : Dread Zeppelin
- 1991 : Frank Zappa, sur Beat the Boots I
- 1994 : Bryan Adams, sur It's Now or Never - The Tribute to Elvis
- 2000 : Status Quo, sur Famous in the Last Century
- 2000 : Etta James, sur Matriarch of the Blues
- 2003 : Robert Palmer
- 2003 : Willy DeVille, sur In Berlin
- 2005 : Albert Lee et Scotty Moore sur le DVD Hommage au roi du rock 'n' roll - Live at Abbey Road
- 2008 : James Taylor, sur Covers
- 2009 : Nadja, sur Nadja

## Au cinéma
Ce titre est repris dans de nombreux films de cinéma, dont :
- 1973 : American Graffiti, de Francis Ford Coppola
- 1978 : Grease, de Randal Kleiser, avec John Travolta et Olivia Newton-John, interprétée par le groupe Sha Na Na dans la bande originale du film
- 1992 : Lune de miel à Las Vegas, d'Andrew Bergman, avec Nicolas Cage, interprétée par Jeff Beck et Jed Leiber
- 1992 : Des hommes d'honneur, de Rob Reiner, avec Tom Cruise, Demi Moore, et Jack Nicholson
- 1994 : Forrest Gump, de Robert Zemeckis, avec Tom Hanks, « Forrest Gump Hound Dog Dance » interprétée par Elvis Presley[16]
- 2002 : Lilo et Stitch, de Walt Disney Pictures
- 2008 : Indiana Jones et le Royaume du crâne de cristal, de Steven Spielberg, en introduction du film.
- 2022 : Elvis, de Baz Luhrmann, film biographique sur Elvis Presley[17].

## Hommage
- 1975 : Elvis Presley baptise ses deux jets-privés « Convair 880 Lisa Marie Hound Dog I » et « Lockheed JetStar Hound Dog II » du nom de ce tube emblématique de sa carrière.